# Варфарин
Варфарин — лекарственное средство, антикоагулянт непрямого действия.

## История
В начале 20-х годов XX века возникла вспышка ранее не зарегистрированного заболевания коров на северных территориях США и Канады. У коров возникали кровотечения после небольших процедур, а в некоторых случаях спонтанно. Например, 21 из 22 коров погибли после удаления рогов, а 12 из 25 быков скончались после кастрации. Причиной смерти всех этих животных стала потеря крови.
В 1921 году Фрэнк Шофилд, канадский ветеринар-патологоанатом, определил, что коровы ели заплесневелый силос из донника («сладкого клевера»), который является мощным антикоагулянтом. Только испорченное сено из донника приводило к заболеванию. Шофилд разделял нормальные и испорченные стебли клевера из одного стога сена и давал их разным кроликам. Состояние кролика, который поедал нормальные стебли, не изменялось, но кролик, получавший испорченные стебли, умирал от множественных кровотечений. Повторный эксперимент с другими образцами донника дал схожий результат. В 1929 году ветеринар Северной Дакоты Родерик Л. М. продемонстрировал, что такое состояние связано с недостаточным функционированием протромбина.
Антикоагулирующее вещество в испорченном доннике не удавалось обнаружить до 1940 года. В 1933 году группа химиков, работавших в лаборатории Университета Висконсина под руководством Карла Пауля Линка, намеревались выделить из испорченного сена и описать вещество, вызывающее кровотечения. Потребовалось 5 лет, чтобы ученик Линка Гарольд Кэмпбелл смог получить 6 мг кристаллического антикоагулянта. Далее ученик Линка Марк Стахманн начал проект по извлечению 1,8 г перекристаллизованного антикоагулянта в течение около 4 месяцев. Этого материала было достаточно, чтобы проверить результаты работы Кэмпбелла и подробно описать полученное соединение. Было установлено, что это был 3,3'-метиленбис-(4-гидроксикумарин), который позже был назван дикумаролом. Эти результаты были подтверждены путём синтеза дикумарола и доказательства его идентичности естественному агенту, вызывавшему кровотечения.
Дикумарол был продуктом растительных молекул кумарина. Кумарин, как теперь известно, присутствует во многих растениях и вызывает сладкий запах свежескошенной травы или сена, а также некоторых растений, например зубровка душистая. На самом деле, название «сладкий клевер» донник получил из-за сладкого запаха за счёт высокого содержания кумарина в его составе, а не за горький вкус. Кумарины в частности присутствуют в подмареннике душистом и в меньшем количестве в лакрице, лаванде и в различных других видах. Однако, сам по себе кумарин не влияет на свёртывание крови, но может быть вначале метаболизирован различными грибами в соединения, такие как 4-гидроксикумарин, а далее (в присутствии естественного формальдегида) в дикумарол, который обладает антикоагулянтными свойствами. Повреждение и гибель стеблей клевера под воздействием грибов объясняет наличие антикоагулянта только в испорченном силосе клевера. Дикумарол считается продуктом брожения и микотоксином.
В течение следующих нескольких лет у многочисленных аналогичных веществ (например, 4-гидроксикумарины) обнаруживали те же антикоагулянтные свойства. Первый лекарственный препарат из класса антикоагулянтов был собственно дикумарол, запатентованный в 1941 году и затем применяемый как фармакологическое средство. Карл Линк продолжил работы над созданием более мощных кумарин-подобных антикоагулянтов для использования в качестве яда для грызунов, в результате чего в 1948 году был синтезирован варфарин. Название «варфарин» (англ. warfarin) происходит от аббревиатуры WARF (англ. Wisconsin Alumni Research Foundation) + окончание -arin, указывающее на связь с кумарином. Варфарин вначале был зарегистрирован как яд для грызунов в США в 1948 году и сразу же стал популярным.
После события в 1951 году, когда призывник армии США безуспешно пытался покончить жизнь самоубийством, приняв несколько доз варфарина в составе яда для грызунов и полностью выздоровел в госпитале, где ему вводили витамин K (уже тогда известный как специфический антидот), были начаты исследования по применению варфарина в качестве терапевтического антикоагулянта. Было обнаружено, что он превосходит по эффективности дикумарол, а в 1954 году был одобрен для медицинского использования у людей. Одним из первых известных лиц, получавших варфарин, был президент США Дуайт Эйзенхауэр, которому был назначен варфарин после сердечного приступа в 1955 году.
Точный механизм действия оставался неизвестным, пока в 1978 году не было продемонстрировано, что варфарин ингибирует фермент эпоксид редуктазу и, следовательно, нарушает метаболизм витамина K.
Гипотеза, опубликованная в 2003 году утверждает, что Лаврентий Берия, Никита Хрущёв и другие вступили в сговор с целью использования варфарина, чтобы отравить Иосифа Сталина. Варфарин безвкусный и бесцветный и вызывает симптомы, которые появились у Сталина.

## Стереохимия
Варфарин содержит стереоцентр и состоит из двух энантиомеров. Это рацемат, то есть смесь 1:1 (R) - и (S) - форма:
| Энантиомер варфарина  | Энантиомер варфарина  |
| --------------------- | --------------------- |
| CAS-Nummer: 5543-58-8 | CAS-Nummer: 5543-57-7 |

## Фармакология

### Фармакологическое действие
Антикоагулянт непрямого действия. Оптимальное антикоагулянтное действие наблюдается на 3-5 день от начала применения и прекращается через 3-5 дней после приёма последней дозы.
Варфарин подавляет витамин K-зависимый синтез биологически активных форм кальций-зависимых факторов свёртывания крови II, VII, IX и X, а также белки С, S и Z в печени. Также варфарин может воздействовать на другие белки, не участвующие в свёртывании крови, такие как остеокальцина или протеин Gla.
Предшественникам этих факторов необходимо карбоксилирование их остатков глутаминовой кислоты, чтобы факторы свёртывания связались с фосфолипидной поверхностью эндотелия кровеносных сосудов. Гамма-глутамил карбоксилаза — фермент, который осуществляет карбоксилирование глутаминовой кислоты. Реакция карбоксилирования будет продолжаться только если карбоксилаза способна преобразовать окисленную форму витамина K (витамин K гидрохинон) в витамин K эпоксид. Витамин K эпоксид в свою очередь, превращается обратно в витамин K и витамин K гидрохинон под действием фермента витамин K эпоксид редуктазы (VKOR, от англ. Vitamin K epoxide reductase). Варфарин ингибирует эпоксид редуктазу (в частности VKORC1 субъединицу), тем самым уменьшая доступность витамина K и витамин K гидрохинона в тканях, которые ингибируют карбоксилирующую активность глутамил карбоксилазы. Когда это происходит, у предшественников факторов свёртывания крови больше не карбоксилируются определённые остатки глутаминовой кислоты и факторы свёртывания не способны связываться с эндотелиальной поверхностью кровеносных сосудов, тем самым становясь биологически неактивными. Когда запасы активных факторов в организме уменьшаются (в течение нескольких дней) и заменяются на неактивные факторы, проявляется антикоагулянтный эффект. Факторы свёртывания образуются, но функциональность их снижена из-за отсутствия декарбоксилирования; такие белки вместе именуются PIVKA (англ. proteins induced [by] vitamin K absence/antagonism — белки, индуцированные отсутствием/антагонизмом витамина K). Каждый такой фактор свёртывания называется PIVKA-x, где x — номер (например, PIVKA-II). Таким образом, в конечном итоге применение варфарина уменьшает свёртываемость крови у пациента.

### Фармакокинетика
Варфарин представляет собой рацемическую смесь двух активных энантиомеров — R- и S-форм, каждая из которых выводится из организма разными путями. S-варфарин в пять раз сильнее R-изомера в отношении антагонизма к витамину K.
Варфарин действует медленнее, чем гепарин, хотя он имеет ряд преимуществ. Гепарин должен вводиться инъекционно, в то время как варфарин доступен в таблетированной форме. Варфарин имеет длительный период полураспада и принимается только один раз в день. Гепарин также может привести к протромботическому состоянию, гепарин-индуцированной тромбоцитопении, что повышает риск тромбоза. Терапевтический эффект достигается только через несколько дней после начала приёма варфарина. Также назначение варфарина в начале без дополнительной антикоагулянтной терапии может увеличить риск тромбоза (см. ниже). По этим основным причинам, госпитализированным пациентам обычно дают гепарин с варфарином в начале лечения, гепарин назначают в течение 3—5 дней и затем постепенно отменяется в течение нескольких дней.
Абсорбция — полная. Связь с белками плазмы — 97-99 %. Терапевтическая концентрация в плазме — 1-5 мкг/мл (0.003-0.015 ммоль/л). Проникает через плаценту, но не секретируется с грудным молоком. Препарат метаболизируется ферментной системой CYP2C9 с образованием неактивных и слабоактивных метаболитов, которые реабсорбируются из желчи, при этом S-изомер метаболизируется быстрее. T½ рацемического варфарина — 40 ч. Выводится почками.

### Фармакогеномика
Активность варфарина частично определяется генетическими факторами. Управление по контролю качества продуктов и лекарств США «подчёркивает возможность использования работниками здравоохранения генетических тестов для улучшения подбора первоначальной дозы варфарина для конкретного пациента». Полиморфизмы в двух генах (VKORC1 и CYP2C9) особенно важны.
Полиморфизмы VKORC1 объясняют 30 % вариаций дозы между пациентами: в частоности, мутации делают VKORC1 менее восприимчивым к подавлению варфарином. Существуют два основных гаплотипа, которые объясняют 25 % вариаций: низко-дозовый гаплотип группы (А) и высоко-дозовый гаплотип группы (В). Полиморфизмы VKORC1 объясняют почему афроамериканцы в среднем относительно устойчивы к действию варфарина (высокая доля группы гаплотипов B), в то время как азиаты, как правило, более чувствительны (высокая доля гаплотипов группы A). Группы A VKORC1 полиморфизмы приводят к более быстрому достижению целевого уровня международного нормализованного отношения (МНО), но и быстрее достигается МНО более 4, что связано с кровотечением.
Полиморфизмы CYP2C9 объясняют 10 % вариаций дозы между пациентами. Эти CYP2C9 полиморфизмы не влияют на время достижения целевого уровня МНО в отличие от VKORC1, но сокращают время достижения МНО > 4.

### Антагонизм
Эффекты варфарина могут быть отменены применением витамина K. Для быстрой отмены (например, при тяжёлом кровотечении) применяют свежезамороженную плазму или концентрат протромбинового комплекса (содержит только факторы, ингибируемые варфарином) в дополнении с внутривенным введением витамина K. Пациентам с МНО от 4,5 до 10,0 достаточно перорального применения малых доз витамина K.

### Взаимодействие с другими лекарственными средствами
Варфарин взаимодействует со многими широко используемыми препаратами и метаболизм варфарина сильно различается у пациентов. Сообщается, что некоторые пищевые продукты также взаимодействуют с варфарином. Помимо метаболических взаимодействий, препараты, хорошо связывающиеся с белками, могут вытеснять варфарин из сывороточного альбумина и вызывать увеличение МНО. Это приводит к сложности подбора правильной дозировки и подчёркивает необходимость мониторинга МНО; когда начинается лечение препаратом, который известно взаимодействует с варфарином (например, симвастатин), контроль МНО учащается или корректируется доза, пока не будет найдена новая идеальная дозировка.
Многие широко используемые антибиотики, такие как метронидазол или макролиды, значительно повышают эффект варфарина за счёт снижения метаболизма этого антикоагулянта в организме. Другие антибиотики широкого спектра действия могут уменьшить количество нормальной бактериальной флоры в кишечнике, которая производит большое количество витамина K, что усиливает эффект варфарина.  Кроме того, пища, которая содержит большое количество витамина K, снижает эффект варфарина. Активность щитовидной железы также влияет на эффективность варфарина; гипотиреоз (снижение функции щитовидной железы) делает пациентов менее чувствительными к лечению варфарином, в то время как гипертиреоз (сверхактивная щитовидная железа) повышает эффект антикоагулянта. Предполагают несколько механизмов такого эффекта, в том числе изменения в скорости распада факторов свёртывания крови и изменения в метаболизме варфарина.
Пациенты должны избегать чрезмерного употребления алкогольных напитков при приёме варфарина, так как это влияет на его метаболизм и может повышать уровень МНО.
Варфарин взаимодействует со многими травами и специями, используемыми в пище (например, имбирь и чеснок) или исключительно для медицинских целей (например, женьшень и гинкго).

## Применение

### В медицине
Варфарин назначают пациентам с повышенной склонностью к тромбозам, а также для первичной профилактики лицам, имеющим риск тромбоза или эмболии или в качестве вторичной профилактики (предотвращение последующих эпизодов) лицам, у которых уже образовывался тромб.
Основные клинические показания для применения варфарина: фибрилляция предсердий, наличие искусственных клапанов сердца, тромбоз глубоких вен и ТЭЛА. Его также применяют в лечении антифосфолипидного синдрома. Иногда может быть использован после инфаркта миокарда, но он гораздо менее эффективен в предотвращении новых тромбозов в коронарных артериях. Профилактика тромбообразования в артериях обычно проводится в сочетании с антитромбоцитарными препаратами (например, аспирин, клопидогрел), которые обладают механизмом действия, отличным от такового у варфарина (который обычно не влияет на функцию тромбоцитов).
Дозирование варфарина осложняется тем, что он взаимодействует со многими широко используемыми лекарствами и даже с химическими веществами, которые могут присутствовать в некоторых продуктах питания. Эти взаимодействия могут усилить или ослабить антикоагулянтный эффект варфарина. С целью оптимизации терапевтического эффекта без риска опасных побочных эффектов, таких как кровотечение, требуется проведение анализа крови для контроля степени антикоагуляции (контроль МНО — международное нормализованное отношение). На начальном этапе лечения контроль может проводится каждый день; временные промежутки между анализами крови для МНО могут быть увеличены, если пациенту удаётся достичь стабильного должного уровня МНО при неизменной дозе варфарина. Целевой уровень МНО будет варьировать от случая к случаю в зависимости от клинических показаний, но в большинстве случаев составляет 2-3. В частности, целевые значения МНО могут быть 2,5-3,5 (или даже 3,0-4,5) у пациентов с одним и более искусственных клапанов сердца.
В некоторых странах могут применяться другие кумарины вместо варфарина, например аценокумарол и фенпрокумон. Они имеют более короткий (аценокумарол) или более длительный (фенпрокумон) период полураспада и не являются полностью взаимозаменяемыми с варфарином. Ожидалось, что пероральный антикоагулянт ксимелагатран в значительной степени заменит варфарин, однако сообщения о его гепатотоксичности побудило производителя изъять его из разработки. Существуют и другие препараты, схожие с эффективностью варфарина без необходимости контроля МНО, такие как дабигатран и ривароксабан.

### В качестве родентицида

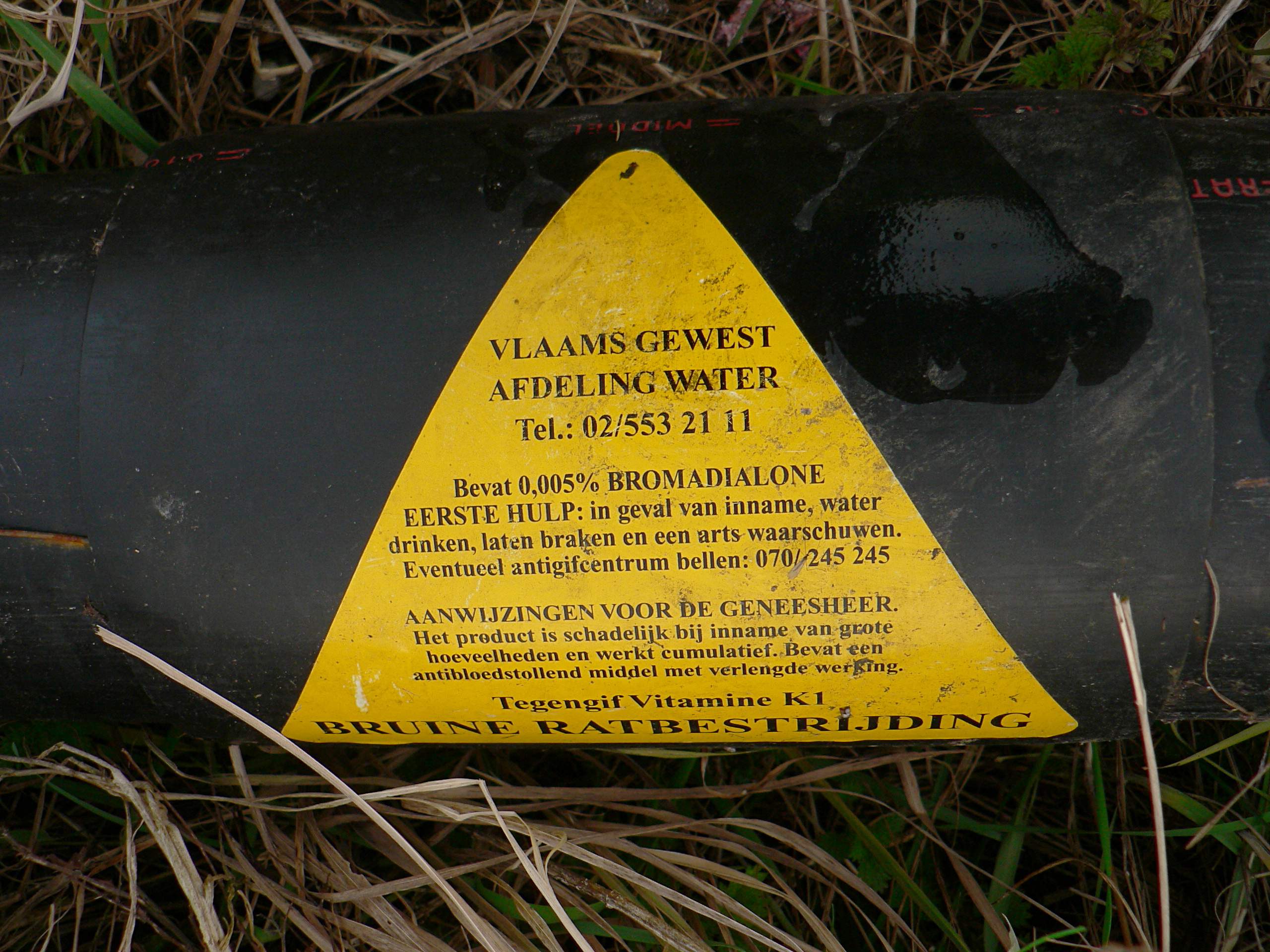
Предупреждающий знак на трубке с крысиным ядом на плотине в области реки Шельда, Бельгия. Трубка содержит бромадиолон, антикоагулянт второго поколения («супер-варфарин»).

По сей день, так называемые «кумарины» (производные 4-гидроксикумарина) применяют в качестве родентицидов для уничтожения крыс и мышей в жилых, промышленных и сельскохозяйственных районах. Варфарин не имеет вкуса и запаха и эффективен при смешивании с пищей в качестве приманки, потому что грызуны возвращаются к приманке и продолжают поедать яд в течение дня, пока в их организме не накопится смертельная доза (1 мг/кг/день в течение около шести дней). Он также может быть смешан с тальком, который оседает на коже и мехе животного и впоследствии потребляется им во время чистки/ухода за собой. LD50 — 50-500 мг/кг. IDLH составляет 100 мг/м³.
В настоящее время варфарин как крысиный яд используют реже, так как у многих популяций крыс развилась устойчивость к нему и доступны более эффективные яды. К другим 4-гидроксикумаринам, применяемые в качестве родентицида, относят куматетралил и бродифакум, которые иногда называют «супер-варфаринами», поскольку они более сильного, длительного действия и эффективнее уничтожают популяции крыс и мышей, даже устойчивых к варфарину. В отличие от варфарина, который легко выделяется из организма, новые яды-антикоагулянты накапливаются в печени и почках после их употребления.

## Противопоказания
Гиперчувствительность, острое кровотечение, тяжёлые заболевания печени или почек, тяжёлая артериальная гипертензия, острый ДВС-синдром, дефицит белков C и S, геморрагический диатез, тромбоцитопения, язвенная болезнь желудка и 12-перстной кишки в стадии обострения, кровоизлияние в головной мозг, алкоголизм, почечная недостаточность.

### Беременность
Варфарин противопоказан при беременности, так как он проходит через плацентарный барьер и может вызвать кровотечения у плода. Применение варфарина при беременности обычно ассоциируется с возникновением  выкидышей, мертворождений, неонатальной смертности и преждевременных родов. Кумарины (в том числе варфарин) обладают также тератогенным свойством, то есть вызывают врождённые дефекты; частота врождённых дефектов у детей, подвергшихся действию варфарина внутриутробно, составляет около 5%, хотя в некоторых исследованиях были зарегистрированы более высокие цифры (до 30%). В зависимости от того, на каком сроке беременности происходит воздействие, могут возникать две различные комбинации врождённых аномалий.
Когда варфарин (или другое производное 4-гидроксикумарина) даётся в течение первого триместра (особенно в период между шестой и девятой неделями беременности) может возникать группа врождённых дефектов известные по-разному, как фетальный варфариновый синдром (ФВС), варфариновая эмбриопатия или кумариновая эмбриопатия. ФВС характеризуется в основном скелетными дефектами, которые включают носовую гипоплазию, опущение или сужение спинки носа, сколиоз и кальцификацию в позвоночнике, бедренной и пяточной костях. Также могут возникать аномалии конечностей, такие как брахидактилия (необычайно короткие пальцы рук и ног) или слаборазвитые конечности.
Применение варфарина во втором и третьем триместрах гораздо реже приводит к возникновению врождённых дефектов и когда они происходят, значительно отличаются от фетального варфаринового синдрома. В этот период могут возникать расстройства ЦНС, в том числе, спазмы, эпилептические припадки и дефекты глаз. Как правило, варфарин не применяют в первом триместре заменяют его низкомолекулярным гепарином, например эноксапарином. С гепарином риск кровотечений у матери и других осложнений выше, но гепарины не проходят через плацентарный барьер и поэтому не вызывают врождённых дефектов.

## Режим дозирования
Внутрь, в один приём, в одно и то же время суток. Начальная доза — 2.5-5 мг/сут. Дальнейший режим дозирования устанавливают индивидуально в зависимости от результатов определения протромбинового времени или международного нормализованного отношения (МНО). Протромбиновое время должно быть увеличено в 2-4 раза от исходного, а МНО должно достигать 2.2-4.4 в зависимости от заболевания, опасности тромбоза, риска развития кровотечений и индивидуальных особенностей больного. При оценке протромбинового времени (ПТВ) и протромбинового индекса (ПТИ) следует учитывать международный индекс чувствительности тромбопластина (МИЧ) и использовать этот показатель в качестве поправочного коэффициента. Показатель МНО выгодно отличается от ПТВ и ПТИ тем, что при его расчёте учитывается МИЧ. Пожилым и ослабленным больным обычно назначают более низкие дозы препарата. Перед предстоящим хирургическим вмешательством (при высоком риске тромбоэмболических осложнений) лечение начинают за 2-3 дня до операции. В случае острого тромбоза лечение проводят в комбинации с гепарином до того момента, пока полностью не проявится эффект от пероральной антикоагулянтной терапии (не ранее чем на 3-5 сут лечения). При протезировании клапанов сердца, остром венозном тромбозе вен или тромбоэмболии (на начальных этапах), тромбозе левого желудочка и для профилактики ишемии миокарда нужно стремиться к эффективному действию, отмечающемуся при МНО — 2.8-4. В случае мерцания предсердий и при проведении поддерживающей терапии при тромбозе вен и тромбоэмболии добиваются умеренного противосвертывающего эффекта (МНО 2.8-3). При совместном применении варфарина с аспирином показатель МНО должен находиться в пределах 2-2.5. Продолжительность лечения зависит от состояния больного. Лечение можно отменять сразу.

## Побочные эффекты
Наиболее часто — кровотечения. Редко — диарея, повышение активности «печеночных» трансаминаз, экзема, некроз кожи; гематомы, васкулиты, выпадение волос.

### Кальцификация сосудов
Варфарин является одним из факторов, связанных с кальцификацией, поскольку будучи антагонистом витамина K, подавляет синтез и функции матричного белка Gla, необходимого для удаления избытков кальция из сыворотки крови.  Кроме того варфарин ускоряет кальцификацию аорты за счет усиления экспрессии факторов SASP (секреторного фенотипа, связанного со старением).

### Кровотечения
Кровотечение — наиболее частый побочный эффект варфарина. Риск тяжёлого кровотечения небольшой, но определённый (в среднем в год от 0,9 до 2,7 %) и польза от лечения должна перевешивать этот риск, когда рассматривается назначение варфарина.
Риск кровотечения увеличивается при сочетании варфарина с антитромбоцитарными препаратами, такими как клопидогрел, аспирин или другие нестероидные противовоспалительные препараты. Риск также может быть повышен у пожилых пациентов и у больных на гемодиализе.

### Варфариновый некроз
Варфариновый некроз — редкое, но серьёзное осложнение лечения варфарином. Он чаще встречается вскоре после начала лечения у пациентов с дефицитом протеина С. Протеин C — врождённый антикоагулянт, который как прокоагулянтный фактор ингибирует варфарин. Так как варфарин вначале снижает уровень протеина C быстрее, чем факторов свёртывания крови, то в начале лечения возможно парадоксальное увеличение свёртывающих свойств крови (для предупреждения этого многие пациенты в начале лечения варфарином также получают гепарин). Поэтому возможно возникновение массивных тромбозов с некрозом кожи и гангреной конечностей.

### Остеопороз
После первых сообщений о том, что варфарин может снизить минеральную плотность кости, были проведены исследования, которые показали, что существует связь между применением варфарина и остеопорозом. В исследовании 1999 года у 572 женщин, принимавших варфарин при глубоком венозном тромбозе, риск перелома позвоночника и рёбер был повышен; другие виды переломов возникали реже. Рандомизированное исследование 2002 года у 1523 пациентов с остеопоротическим переломом не обнаружило повышенное влияние антикоагулянтов по сравнению с контрольной группой, а также не удалось определить зависимость склонности к переломам от длительности антикоагулянтной терапии.
В ретроспективном исследовании 2006 года 14564 пациентов, принимавших препарат, показало, что применение варфарина более 1 года было связано с повышением риска переломов, связанных с остеопорозом, на 60 % у мужчин; подобная связь у женщин не была обнаружена. Такую связь объясняют снижением поступления витамина K в организм и ингибированием варфарином витамин K-опосредованного карбоксилирования некоторых белков костей, нарушая их функцию.

### Синдром фиолетового пальца
Синдром фиолетового пальца — другое редкое осложнение, которое может произойти во время раннего лечения варфарином (обычно в пределах от 3 до 8 недель от начала). Как полагают, это состояние возникает в результате мелких отложений холестерина в кровеносных сосудах кожи ног. При этом кожа приобретает голубовато-фиолетовый цвет и может быть болезненной.
Обычно, поражается большой палец ноги, но могут поражаться и другие части нижних конечностей, включая нижнюю часть стопы (подошвенную поверхность). При возникновении синдрома фиолетового пальца может потребоваться прекращение приёма варфарина.

### Передозировка
В случае, если протромбиновое время составляет более чем 5 % и нет других возможных источников кровотечения (нефроуролитиаз и др.), коррекции режима дозирования не требуется. При незначительных кровотечениях необходимо снизить дозу препарата или прекратить лечение на короткий срок. В случае развития тяжёлого кровотечения — витамин K до восстановления коагулянтной активности. При угрожающих кровотечениях — переливание концентратов факторов протромбинового комплекса (бальфаксар) или свежезамороженной плазмы, или цельной крови. Риск кровотечения увеличивается, если МНО выше допустимых значений (в результате случайной или преднамеренной передозировки или из-за взаимодействия с другими веществами), и может вызвать кровохарканье, выраженные кровоподтёки, кровотечение из носа и дёсен или кровь в моче или стуле.

## Особые указания
Перед началом терапии определяют показатель МНО (соответственно протромбиновому времени с учётом коэффициента чувствительности тромбопластина). В дальнейшем проводят регулярный (каждые 2-4-8 нед) лабораторный контроль. Препарат не следует назначать беременным женщинам в связи с выявленным тератогенным действием, развитием кровотечений у плода и гибелью плода. Варфарин выводится с материнским молоком в незначительном количестве и практически не оказывает влияния на свёртываемость крови у ребёнка, поэтому препарат можно применять в период лактации, однако желательно воздержаться от кормления грудью в первые 3 дня терапии варфарином. В период лечения необходимо воздерживаться от употребления этанола (риск развития гипопротромбинемии и кровотечений).

## Взаимодействие
НПВП, дипиридамол, вальпроевая кислота, ингибиторы цитохрома P450, циметидин, хлорамфеникол повышают риск развития кровотечений. Следует избегать сочетанного применения этих лекарственных средств и варфарина (циметидин можно заменить на ранитидин или фамотидин). При необходимости лечения хлорамфениколом антикоагулянтную терапию следует временно прекратить. Диуретики могут снижать действие антикоагулянтов (в случае выраженного гиповолемического действия, которое может привести к увеличению концентрации факторов свёртывания крови).

### Ослабляют действие
Барбитураты, витамин K, глутетимид, гризеофульвин, диклоксациллин, карбамазепин, миансерин, ретиноиды, рифампицин, сукральфат, феназон, колестирамин, кофермент Q10.

### Усиливают
Аллопуринол, амиодарон, анаболические стероиды (алкилированные в положении C17), АСК и др. НПВП, гепарин, глибенкламид, глюкагон, даназол, диазоксид, дизопирамид, дисульфирам, изониазид, кетоконазол, кларитромицин, клофибрат, левамизол, метронидазол, миконазол, налидиксовая кислота, нилутамид, омепразол, пароксетин, прогуанил, пероральные гипогликемические лекарственные средства — производные сульфаниламидов, симвастатин, сульфаниламиды, тамоксифен, тироксин, хинин, хинидин, флувоксамин, флуконазол, фторурацил, хинолоны, хлоралгидрат, хлорамфеникол, цефалоспорины, циметидин, эритромицин, этакриновая кислота, этанол. В случае сочетанного применения варфарина с вышеперечисленными препаратами необходимо проводить контроль МНО в начале и в конце лечения и по возможности через 2-3 недели от начала терапии. При использовании лекарственных средств (например слабительные лекарственные средства), которые могут повысить риск развития кровотечений из-за снижения нормальной коагуляции (ингибирование факторов свёртывания крови или ферментов печени), стратегия антикоагулянтной терапии должна определяться возможностью проведения лабораторного контроля. Если возможен частый лабораторный контроль, то при необходимости терапии подобными лекарственными средствами дозу варфарина можно уменьшить на 5-10 %. Если проведение лабораторного контроля затруднено, то в случае необходимости назначения указанных лекарственных средств варфарин следует отменить.

## Хранение
Список А. В оригинальной упаковке при температуре не выше 25°.